# فرنک رزنبلت
فرنک رزنبلت پدر یادگیری ژرف است.

## زندگی شخصی و حرفه‌ای
روزنبلات در یک خانواده یهودی در نیو راشل، نیویورک به عنوان پسر دکتر فرانک و کاترین روزنبلات متولد شد.
پس از فارغ‌التحصیلی از دبیرستان علوم برانکس در سال ۱۹۴۶، به دانشگاه کرنل رفت و در آنجا مدرک کارشناسی در سال ۱۹۵۰ و دکترا در سال ۱۹۵۶ را گرفت.
او برای پایان‌نامه دکترای خود یک کامپیوتر سفارشی ساخت به نام رایانه تجزیه و تحلیل مشخصات الکترونیکی (EPAC)، برای انجام تجزیه و تحلیل چند بعدی برای روانسنجی. او بین سال‌های ۱۹۵۱ تا ۱۹۵۳ از آن برای تجزیه و تحلیل داده‌های روان‌سنجی جمع‌آوری‌شده برای پایان‌نامه دکترای خود استفاده کرد. داده‌ها از یک نظرسنجی پولی و ۶۰۰ موردی از بیش از ۲۰۰ دانشجوی کارشناسی کرنل جمع‌آوری شد. کل هزینه محاسباتی ۲٫۵ میلیون عملیات محاسباتی بود که استفاده از CPC IBM را نیز ضروری می‌کرد. گفته شد که ۱۵ دقیقه پردازش داده‌ها فقط ۲ ثانیه طول می‌کشد.
او متعاقباً به آزمایشگاه هوانوردی کورنل در بوفالو، نیویورک نقل مکان کرد، جایی که متوالی روان‌شناس پژوهشی، روان‌شناس ارشد و رئیس بخش سیستم‌های شناختی بود. در آنجا بود که او همچنین کارهای اولیه روی پرسپترون‌ها را انجام داد، که در سال ۱۹۶۰ به توسعه و ساخت سخت‌افزار Mark I Perceptron، که اساساً اولین رایانه ای بود که می‌توانست مهارت‌های جدید را با آزمون و خطا، با استفاده از نوعی شبکه عصبی که فرآیندهای فکری انسان را شبیه‌سازی می‌کند، یاد بگیرد، انجام داد.
علایق تحقیقاتی روزنبلات بسیار گسترده بود. در سال ۱۹۵۹ به عنوان مدیر برنامه تحقیقاتی سیستم‌های شناختی و مدرس دپارتمان روان‌شناسی به پردیس ایتاکای کرنل رفت. در سال ۱۹۶۶ او به عنوان دانشیار به بخش نوروبیولوژی و رفتار در بخش تازه تأسیس علوم زیستی پیوست. همچنین در سال ۱۹۶۶، او مجذوب انتقال رفتار آموخته‌شده از موش‌های آموزش‌دیده به موش‌های ساده لوح با تزریق عصاره‌های مغز شد، موضوعی که در سال‌های بعد در مورد آن به‌طور گسترده منتشر کرد.
در سال ۱۹۷۰ او نماینده میدانی برای رشته تحصیلات تکمیلی نوروبیولوژی و رفتار شد و در سال ۱۹۷۱ ریاست بازیگری بخش نوروبیولوژی و رفتار را به عهده گرفت. فرانک روزنبلات در ژوئیه ۱۹۷۱ در ۴۳ سالگی خود در یک حادثه قایق‌سواری در خلیج چساپیک درگذشت. سناتور سابق یوجین مک‌کارتی از او در صحن مجلس نمایندگان تجلیل کرد.

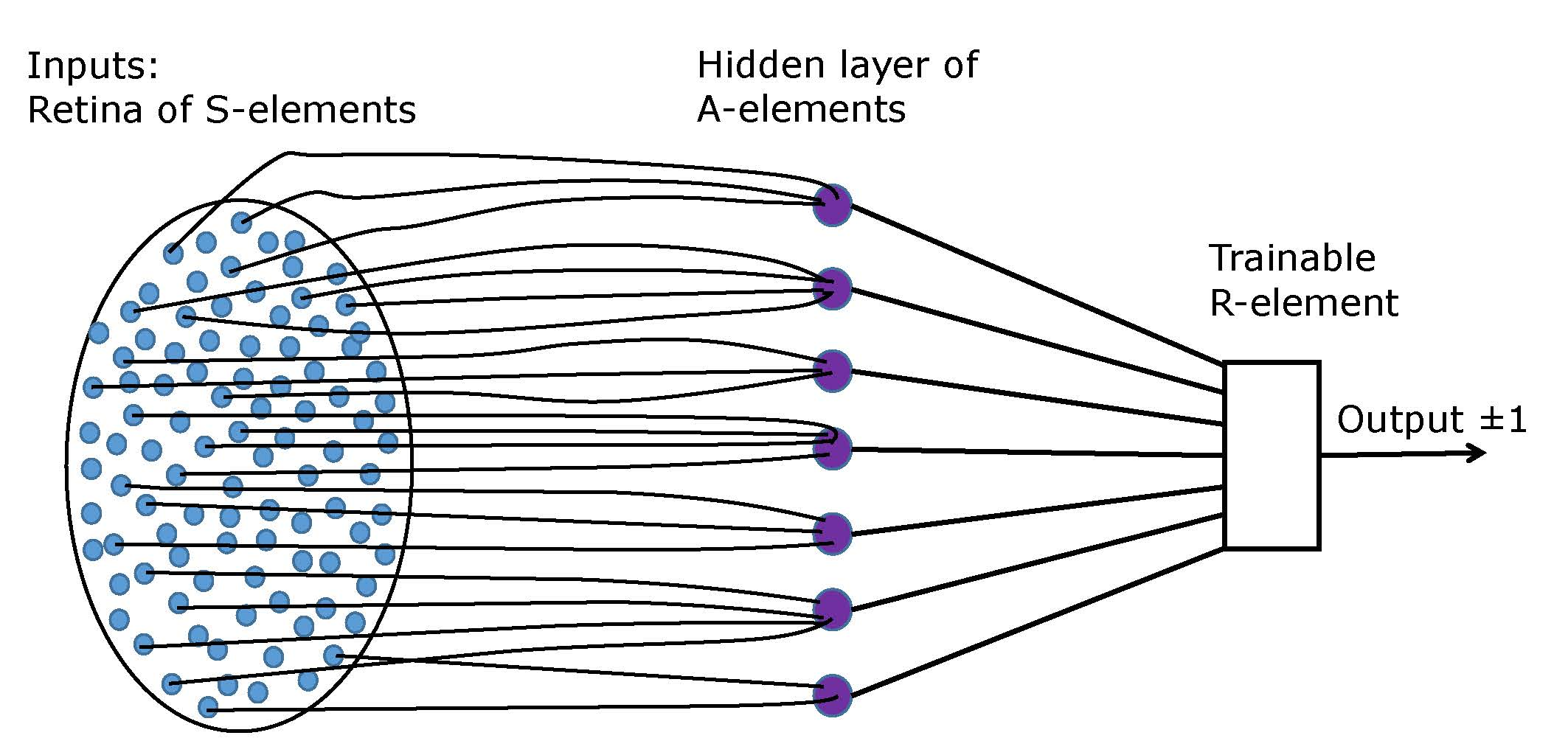
پرسپترون اولیه روزنبلات. واحدهای A یک عنصر آستانه خطی با وزن ورودی ثابت هستند. واحد R نیز یک عنصر آستانه خطی است اما با توانایی یادگیری طبق قانون یادگیری روزنبلات. بازنگری شده از کتاب اصلی روزنبلات.